# Ministars (2023)
Ministars is een Nederlands televisieprogramma dat uitgezonden werd door SBS6 en dat geproduceerd werd door Talpa Entertainment Productions. De presentatie van het programma was in handen van Wendy van Dijk en Britt Dekker, zij werden bijgestaan door de driekoppige jury bestaande uit; Rolf Sanchez, Sanne Hans en Snelle.

## Format
In de eerste afleveringen van het programma doen iedere aflevering verschillende kinderen in de categorie van acht tot veertien jaar auditie door middel van een optreden. Dit optreden is een videoduet met een bekende artiest uit binnen- en buitenland, van de bekende artiest worden videobeelden getoond en hij zingt het duet aan de hand van videoclips mee.
De kinderen worden beoordeeld door een driekoppige jury bestaande uit; Rolf Sanchez, Sanne Hans en Snelle. Zij kunnen per optreden elk tien sterren verdelen, in totaal kan een kandidaat dertig sterren voor een optreden krijgen. De kinderen met de vier hoogste aantallen punten worden aan het einde van het programma nog beoordeeld door de honderdkoppige publieksjury, zij kunnen in totaal nog honderd sterren verdelen.
Het kind dat hiermee de meeste sterren voor zijn of haar optreden heeft gekregen gaat door naar de finale. Zo volgen een aantal afleveringen. De kinderen die nummer twee worden maken nog een kans op de finale, van de zes nummers twee worden uiteindelijk nog drie door de jury verkozen om door te gaan naar de finale.
Het kind dat in de finale wint gaat weg met de hoofdprijs van 25.000 euro.

## Finalisten
De finale van het programma dat uitgezonden werd op 17 februari 2023 werd gewonnen door Emma Kok, die eerder ook al The Voice Kids had gewonnen.
| Positie | Artiest        | Lied             | Resultaat           | Gewonnen prijs |
| ------- | -------------- | ---------------- | ------------------- | -------------- |
| 1       | Emma Kok       | Voilà            | Winnaar             | 25.000 euro    |
| 2       | Daymian van Os | Diamant          | Verliezend finalist | 10.000 euro    |
| 3       | Silver Metz    | Somebody to Love | Verliezend finalist | 5.000 euro     |

## Achtergrond
Het programma toont gelijkenissen met het gelijknamige programma van omroep TROS uit 1986.
De eerste aflevering van het programma werd uitgezonden op vrijdagavond 6 januari 2023 en werd bekeken door maar 376.000 kijkers, daarmee viel het buiten de kijkcijfer TOP 25 van die dag. Naast een slechte start qua kijkcijfers was televisierecensente Angela de Jong van het Algemeen Dagblad ook kritisch op het programma zo zei ze dat ze het vond lijken alsof er een strijd gaande is tussen zenders om de grootste flop af te leveren, daarnaast schreef ze dat Ministars een gemakzuchtige variant op The Voice Kids is waarin kinderen zogenaamd een duet zingen met hun idool, terwijl in werkelijkheid de videoclip op het scherm achter hen af en toe wordt stopgezet. Daarnaast vond ze presentatoren Wendy van Dijk en Britt Dekker nep overkomen en vond ze dat Van Dijk tegen een tiener praat alsof het een dreinende kleuter is.
De tweede aflevering werd nog slechter ontvangen en bleef steken op 331.000 kijkers. Kortom, het programma sprak ook de kijkers niet aan waardoor ze massaal afhaakten.

## Trivia
Winnares Emma Kok zong in juli 2023 haar winnende nummer Voila, het nummer waarmee de Franse zangeres Barbara Pravi in 2021 namens Frankrijk deelnam aan het Eurovisiesongfestival, samen met André Rieu op het Vrijthof in Maastricht. Het optreden ging de hele wereld rond en is inmiddels meer dan 27 miljoen keer bekeken op Youtube. Het is zelfs op single uitgebracht.